# Heteroscyphus planus
Heteroscyphus planus là một loài rêu tản trong họ Geocalycaceae. Loài này được (Mitt.) Schiffner miêu tả khoa học lần đầu tiên năm 1910.